# Rrashbull
Rrashbull là một xã trong quận Durrës thuộc hạt Durrës, Albania. Dân số năm 2005 là 17944 người.